# Anna (muller d'Artabasd)
Anna, que va florir entre el 720 i el 743, era filla de Lleó III, emperador romà d'Orient, i va ser emperadriu consort romana d'Orient de l'any 741 al 743.
Va néixer abans de la pujada al tron del seu pare i, segons Teòfanes el Confessor, el 715 es va prometre en matrimoni amb l'armeni Artabasd, que a l'any 713, l'emperador Anastasi II havia nomenat governador (estrateg) del tema d'Armènia, que abastava les antigues àrees del Pont.
El matrimoni va tenir lloc un temps després que Lleó es convertís en emperador, el març del 717, i Lleó va donar a Artabasd el rang de curopalata o majordom del palau, un alt càrrec administratiu i el va fer Comes del tema d'Opsikion. Artabasd es va rebel·lar contra Constantí V, el seu cunyat, poc després de la seva pujada al tron el 741, rebutjant les polítiques iconoclastes de Constantí i confiant que el seu icondulisme o suport a les imatges, el faria popular. Va ser reconegut pel Papa Zacaries. La rebel·lió va comportar l'exili de Constantí a la Frígia Pacatiana on va reunir tropes. Va mantenir l'imperi durar dos anys i mig i durant aquest període Artabasd va governar amb el seu fill gran Nicèfor com a coemperador. També podria haver nomenat el seu fill menor, Nicetes, coemperador i va coronar la seva dona Anna com a Augusta.
Constantí V va aconseguir ocupar Constantinoble i recuperar l'imperi l'any 743. Va castigar Artabasd i els seus dos fills deixant-los cecs i enviant-los al monestir de Cora. Anna va acompanyar al seu marit per cuidar-lo a ell i als seus dos fills, segons explica Miquel Sincel·le, que afegeix que Constantí va convertir el convent en una residència per a laics. Segons Teòfanes el Confessor, trenta anys després del desterrament d'Artabasd , Anna encara reivindicava al seu marit i als seus fills. Artabasd ja havia mort, i Constantí va obligar la seva germana a desenterrar-lo i a llençar els seus ossos a un lloc anomenat Tomba de Pelagi, una fossa de carbons encesos on hi feien cap els cadàvers dels criminals executats.